# Jair Cunha
Jair Paula da Cunha Filho (Orlândia, 7 marzo 2005) è un calciatore brasiliano, difensore del Nottingham Forest.

## Caratteristiche tecniche
Difensore centrale molto forte nel gioco aereo e dotato di ottima tecnica di base, può essere schierato anche a centrocampo con compiti da regista.

## Carriera

### Club
È cresciuto nel settore giovanile del Santos, con cui ha firmato il primo contratto professionistico il 19 giugno 2021. Ha debuttato in prima squadra il 9 novembre 2023 nell'incontro di Série A vinto 1-0 contro il Goiás. La stagione successiva, con il club retrocesso in Série B, ha iniziato a giocare con maggior frequenza diventando titolare nella seconda metà dell'anno.
Il 10 febbraio 2025 è stato acquistato a titolo definitivo dal Botafogo, con cui ha firmato un contratto di cinque anni.
L'11 luglio 2025 passa al Nottingham Forest, firmando un contratto valido fino al 2030.

### Nazionale
Nel 2025 ha vinto con la nazionale brasiliana Under-20 il campionato sudamericano di categoria.

## Statistiche

### Presenze e reti nei club
Statistiche aggiornate al 16 giugno 2025.
| Stagione        | Squadra         | Campionato      | Campionato | Campionato | Coppe nazionali | Coppe nazionali | Coppe nazionali | Coppe continentali | Coppe continentali | Coppe continentali | Altre coppe | Altre coppe | Altre coppe | Totale | Totale | Totale |
| Stagione        | Squadra         | Comp            | Pres       | Reti       | Comp            | Pres            | Reti            | Comp               | Pres               | Reti               | Comp        | Pres        | Reti        | Pres   | Reti   |        |
| --------------- | --------------- | --------------- | ---------- | ---------- | --------------- | --------------- | --------------- | ------------------ | ------------------ | ------------------ | ----------- | ----------- | ----------- | ------ | ------ | ------ |
| 2023            | Santos          | A1/SP+A         | 0+2        | 0          | CB              | 0               | 0               | CS                 | -                  | -                  | -           | -           | -           | 2      | 0      |        |
| 2024            | Santos          | A1/SP+B         | 2+20       | 0          | CB              | 0               | 0               | -                  | -                  | -                  | -           | -           | -           | 22     | 0      |        |
| Totale Santos   | Totale Santos   | Totale Santos   | 2+22       | 0          |                 | 0               | 0               |                    | -                  | -                  |             | -           | -           | 24     | 0      |        |
| 2025            | Botafogo        | A/RJ+A          | 1+9        | 0          | CB              | 0               | 0               | CL                 | 5                  | 0                  | RS+Cmc      | 1+1         | 0+1         | 17     | 1      |        |
| Totale carriera | Totale carriera | Totale carriera | 34         | 0          |                 | 0               | 0               |                    | 5                  | 0                  |             | 2           | 1           | 41     | 1      |        |

## Palmarès

### Club
- Campeonato Brasileiro Série B: 1

Santos: 2024

### Nazionale
- Campionato sudamericano Under-20: 1

Venezuela 2025